# Monumento a Colón en el Golfo Triste
El monumento a Colón en el Golfo Triste fue una obra de Rafael de la Cova, que se encontraba situada en el otrora Paseo Colón de Caracas. La estatua de Colón que coronaba el monumento fue derribada en el 2004 por grupos chavistas durante la celebración del Día de la Resistencia Indígena. 

## Historia
La estatua de Colón fue encargada al escultor venezolano Rafael de la Cova en 1893, para conmemorar los 400 años de la llegada de Cristóbal Colón a América; fue concluida en 1904, siendo finalmente expuesta en el paseo Colón en 1934.
El 12 de octubre de 2004, diversos movimientos y agrupaciones culturales afines al chavismo como la «Coordinadora Simón Bolívar», «Juventudes Indígenas» y «Movimientos Populares» realizaron una concentración con el objetivo de «juzgar a Colón por el genocidio de las poblaciones amerindias hace 500 años». Después de ser declarado «culpable», la estatua fue condenada a «no ser más idolatrada», y fue derribada de inmediato de su pedestal, fragmentándose en dos piezas al caer desde diez metros de altura. Luego fue bañada en pintura roja y arrastrada hasta el Teatro Teresa Carreño, donde fue colgada y expuesta a los transeúntes. Los presentes solicitaron entonces que se fundiera la estatua y que el bronce se utilizara para crear otra estatua, esta vez de Guaicaipuro. Posteriormente, la policía municipal recuperó la escultura, que fue colocada en una comandancia de policía. También fue recuperada la estatua de una india que acompañaba a Colón, que también fue fragmentada en varios pedazos.
En julio de 2008, el paseo Colón fue renombrado paseo de la Resistencia indígena. El 9 de septiembre de 2008, el monumento fue declarado "Bien de Interés Cultural de la Nación». Sin embargo, se ha conocido que el Centro de Arte La Estancia planea desmantelar definitivamente la obra, con miras a restaurarla y ubicarla en otro lugar, probablemente la Galería de Arte Nacional de Caracas.
Para junio de 2010, la estatua de Colón se encontraba en un depósito de la Casa del Obrero, ubicada en Propatria, sin dar muestras de que el proceso de restauración haya empezado.
El 12 de octubre de 2015, luego de 11 años de haber sido derribada la estatua de Colón, el actual presidente de la república, Nicolás Maduro, inauguró una estatua del cacique Guaicaipuro.